# Double Dragon III: The Rosetta Stone
Double Dragon III: The Rosetta Stone (ook wel Double Dragon III: Sacred Stone of Double Dragon III) is een computerspel dat werd ontwikkeld en uitgegeven door Technos. Het spel kwam in 1990 uit als arcadespel. Hierna werd het gepoort naar diverse homecomputers. Het actiespel is van het type beat 'em up. Het spel is het derde en laatste deel van de trilogie Double Dragon.
De hoofdpersonen in het spel zijn Billy en Jimmy. Op weg naar huis van hun gevechtstraining komen ze langs waarzegster Hiruko. Ze vertelt hun dat de wereld wordt bedreigd door een nieuwe slechtheid. Om deze vijand te verslaan moeten de broers drie robijnen, die zijn verspreid over de wereld, naar Egypte zien te brengen. Ook vertelt ze hoe hierbij de Steen van Rosetta zou kunnen helpen. Power-ups zorgen dat Billy en Jimmy zelf en hun slagkracht tweemaal zo groot worden. In het spel komen wapenwinkels voor waar Billy and Jimmy power-ups, trucs, energie en extra levels kunnen kopen.
Het spel kan met de joystick bestuurd worden.

## Platforms
| Jaar | Platform                                                     |
| ---- | ------------------------------------------------------------ |
| 1990 | Arcade                                                       |
| 1991 | Amiga, Amstrad CPC, Atari ST, Commodore 64, NES, ZX Spectrum |
| 1992 | DOS, Game Boy, Sega Mega Drive                               |

## Ontvangst
| Beoordeeld door                     | Platform        | Datum           | Score |
| ----------------------------------- | --------------- | --------------- | ----- |
| Computer and Video Games (CVG)      | Amiga           | januari 1992    | 81%   |
| Player One                          | NES             | juni 1992       | 80%   |
| Digital Press - Classic Video Games | NES             | 3 januari 2005  | 80%   |
| IGN                                 | NES             | april 1991      | 78%   |
| Amiga Joker                         | Amiga           | december 1991   | 74%   |
| Nintendo Power Magazine             | NES             | april 1991      | 66%   |
| Datormagazin                        | Amiga           | 30 januari 1992 | 55%   |
| Sega-16.com                         | Sega Mega Drive | 7 mei 2007      | 50%   |
| Power Play                          | Game Boy        | november 1992   | 47%   |
| Joypad                              | Game Boy        | oktober 1993    | 41%   |
| ASM (Aktueller Software Markt)      | Amiga           | januari 1992    | 33%   |